# Aszaló
Aszaló is een plaats (község) en gemeente in het Hongaarse comitaat Borsod-Abaúj-Zemplén. Aszaló telt 2034 inwoners (2001).